# Chamaita neuropteroides
Chamaita neuropteroides är en fjärilsart som beskrevs av George Francis Hampson 1894. Chamaita neuropteroides ingår i släktet Chamaita och familjen björnspinnare. Inga underarter finns listade i Catalogue of Life.